# مقیاس بهبودیافته فوجیتا
| مقیاس | سرعت                    | آسیب                 |
| ----- | ----------------------- | -------------------- |
| EFU   | ناشناخته                | بدون آسیب قابل بررسی |
| EF0   | ۸۵–۶۵ مایل بر ساعت      | آسیب جزئی            |
| EF1   | ۱۱۰–۸۶ مایل بر ساعت     | آسیب متوسط           |
| EF2   | ۱۳۵–۱۱۱ مایل بر ساعت    | آسیب قابل‌ملاحظه      |
| EF3   | ۱۶۵–۱۳۶ مایل بر ساعت    | آسیب شدید            |
| EF4   | ۲۰۰–۱۶۶ مایل بر ساعت    | آسیب ویرانگر         |
| EF5   | بیش از ۲۰۰ مایل بر ساعت | آسیب باورنکردنی      |

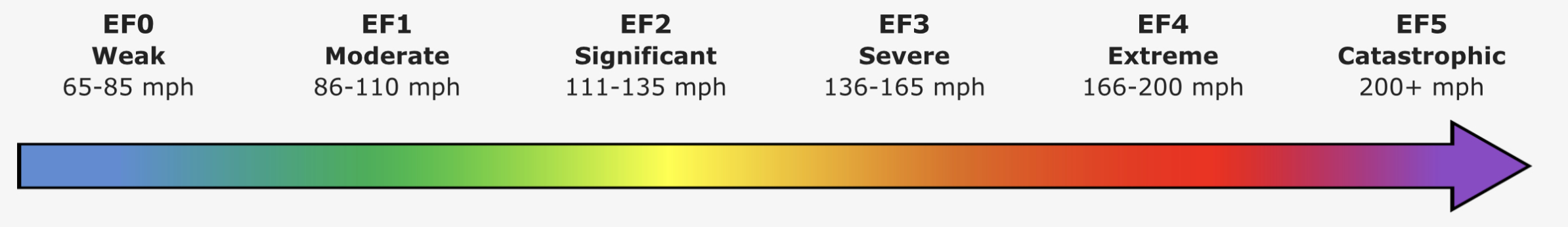
فلشی که مقیاس EF مورد استفاده در خدمات هواشناسی ملی ایالات متحده آمریکا را نشان می‌دهد. این نمودار شامل یک کلمه توصیف برای هر سطح از مقیاس است.

مقیاس بهبودیافته فوجیتا (انگلیسی: Enhanced Fujita scale) که به اختصار مقیاس EF نیز نامیده می‌شود، مقیاسی برای اندازه‌گیری شدت پیچند بر اساس شدت آسیب ایجادشده توسط آن است. از این مقیاس در برخی از کشورها از جمله ایالات متحده و فرانسه استفاده می‌شود. مقیاس EF در کشورهای دیگر از جمله چین نیز به‌طور غیررسمی استفاده می‌شود.
این مقیاس همان طراحی اولیه مقیاس اصلی فوجیتا یعنی شش دسته شدت از صفر تا پنج را دارد که نشان‌دهنده درجه‌های افزایشی آسیب پیچند است. مقیاس اصلی فوجیتا برای منعکس‌کردن بهتر بررسی‌های خسارت پیچند، به منظور تراز کردن سرعت باد با آسیب توفان مرتبط با آن، بازبینی شد. مقیاس بهبودیافته فوجیتا مقیاس اصلی فوجیتا انواع بیشتری از ساختارها و پوشش گیاهی را با هدف استانداردسازی و توضیح بهتر آنچه قبلاً ذهنی و مبهم بود، اضافه کرده است. علاوه بر آن درجات آسیب را افزایش داده و متغیرهایی مانند تفاوت در کیفیت ساخت و ساز را بهتر از مقیاس اصلی فوجیتا محاسبه می‌کند. دسته‌بندی EFU (ناشناخته) بعداً برای پیچندهایی که به دلیل کمبود شواهد آسیب قابل ارزیابی نیستند، اضافه شد.
همانند مقیاس اصلی فوجیتا، مقیاس بهبودیافته فوجیتا نیز به‌عنوان یک مقیاس آسیب و فقط نشانگری برای سرعت واقعی باد است. در حالی که سرعت باد مرتبط با خسارت ذکرشده در مقیاس، به دلیل هزینه‌های زیاد تحت تحلیل تجربی (مانند مدل‌سازی دقیق فیزیکی یا هر مدل عددی) قرار نگرفته، از دهه ۱۹۷۰ سرعت باد از طریق فرایندهای استنباط تخصصی بر اساس مطالعات مختلف مهندسی و همچنین از تجربیات میدانی هواشناسان و مهندسان به دست آمده است. برخلاف مقیاس اصلی فوجیتا و مقیاس بین‌المللی فوجیتا، دسته‌بندی‌های خسارت در مقیاس بهبودیافته فوجیتا صرفاً بر اساس تأثیرات وزش‌های ۳ ثانیه‌ای بر روی هر شاخص آسیب خاص است.